# Jan Ludwig
Jan Ludwig, psal se také Jan Ludvík či Johann Ludwig, (17. května 1832 Praha – 8. srpna 1875 Mnichov) byl český hobojista a hudební skladatel.

## Život

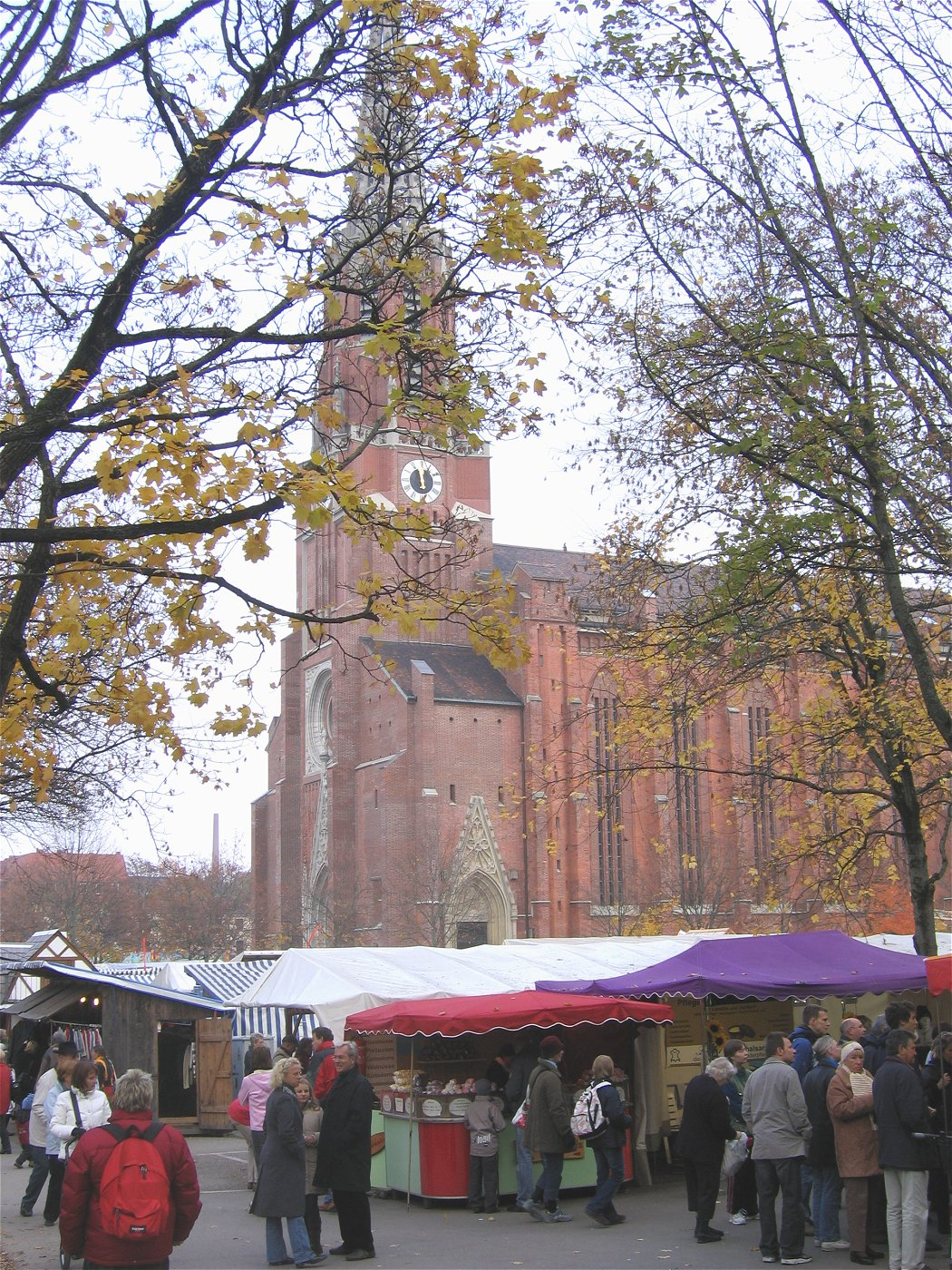
Kostel Mariahilf v Mnichově

Byl synem pražského nástrojáře, Františka Ludvíka, který vyráběl hudební nástroje pro Rusko, Anglii i Itálii. Studoval nejprve na Varhanické škole a poté na Pražské konzervatoři hru na hoboj. V roce 1852 se stal členem orchestru dvorní opery v Mnichově. Vedle toho vykonával funkci ředitele kůru v kostele Mariahilf v okrese Au. V roce 1875 ohluchl a záhy zemřel.

## Dílo
Komponoval převážně chrámové skladby a skladby pro svůj oblíbený nástroj – hoboj. Kromě toho psal i hudbu komorní a orchestrální a četné písně. Mezi jeho největší skladby patří kantáta Slavnostní hymna na paměť bitvy u Lipska a opera Die Rache der Weiber.